# Ilmārs Bricis
Ilmārs Bricis (Riga, URSS, 9 de julio de 1970) es un deportista letón que compitió en biatlón.
Ganó dos medallas de bronce en el Campeonato Mundial de Biatlón, en los años 2001 y 2005, y siete medallas en el Campeonato Europeo de Biatlón entre los años 1998 y 2007.

## Palmarés internacional
| Campeonato Mundial | Campeonato Mundial      | Campeonato Mundial | Campeonato Mundial |
| Año                | Lugar                   | Medalla            | Prueba             |
| ------------------ | ----------------------- | ------------------ | ------------------ |
| 2001               | Pokljuka (Eslovenia)    | Medalla de bronce  | Individual         |
| 2005               | Hochfilzen (Austria)    | Medalla de bronce  | Velocidad          |
| Campeonato Europeo |                         |                    |                    |
| Año                | Lugar                   | Medalla            | Prueba             |
| 1998               | Minsk (Bielorrusia)     | Medalla de plata   | Persecución        |
| 1998               | Minsk (Bielorrusia)     | Medalla de bronce  | Velocidad          |
| 1998               | Minsk (Bielorrusia)     | Medalla de bronce  | Individual         |
| 2000               | Zakopane (Polonia)      | Medalla de bronce  | Individual         |
| 2002               | Kontiolahti (Finlandia) | Medalla de bronce  | Persecución        |
| 2002               | Kontiolahti (Finlandia) | Medalla de bronce  | Relevo             |
| 2007               | Bansko (Bulgaria)       | Medalla de plata   | Persecución        |